# 祖布林卡
50°36′38″N 28°17′58″E / 50.61056°N 28.29944°E
祖布林卡（烏克蘭語：Зубринка），是烏克蘭北部的村莊，隸屬日托米爾州的日托米爾區。該村始建於1607年，面積24.53平方公里，2001年人口567，人口密度每平方公里23.11人。